# میدوری ۱۵۰۰۳
سیارک ۱۵۰۰۳ (به انگلیسی: 15003 Midori، نامگذاری:1997XC10) پانزده هزار و سومین سیارک کشف شده‌است که در ۵ دسامبر ۱۹۹۷ کشف شد.
قدر مطلق سیارک برابر ۴۰.۷ است.